# Francisco Tejada Díez de Velasco
José Francisco Martínez de Tejada y Díez de Velasco (Sevilla, 18 de mayo de 1689 – Guadalajara , México, 20 de diciembre de 1760) O.F.M., (Fray Francisco de San Buenaventura) fue un religioso español perteneciente a la Orden de San Francisco, nacido en Sevilla, España y muerto en Guadalajara, Nueva Galicia, Virreinato de Nueva España. Fue obispo auxiliar de Santiago de Cuba y obispo de Yucatán y fundador del Seminario Conciliar de San Ildefonso, institución educativa del siglo XVII antecesora de la Universidad Autónoma de Yucatán. Más tarde también, obispo de Guadalajara

## Datos biográficos
Tomó el hábito de la Orden de San Francisco aún adolescente, profesando sus primeros votos en el convento de San Pablo de la Breña. Se graduó de doctor y lector de teología y filosofía. Fue más tarde el guardián del monasterio de Nuestra Señora de Loreto. Fue designado obispo titular de Tricali, sede auxiliar de Cuba y la Florida en 1734, cargo que desempeñó durante diez años, tiempo durante el cual edificó con su propio peculio la iglesia de San Agustín en la Florida.
En uno de sus viajes por la región, en 1736, visitó Yucatán y estableció un sólido lazo de amistad con el obispo Francisco Matos Coronado a quien auxilió eficazmente en sus tareas ministeriales. Tiempo después y tras la muerte del obispo de Yucatán, Mateo de Zamora y Pénagos, en 1745 el papa Benedicto XIV nombró a Tejada como el sucesor para la arquidiócesis de Yucatán, a petición del rey Felipe V de España.
Fundó el Seminario Conciliar de San Ildefonso en la ciudad de Mérida en 1751. Para la construcción del edificio donó parte del predio en el que se asentaba la sede episcopal predio que en la actualidad corresponde en la mencionada ciudad de México, capital del estado de Yucatán, a la calle número 58, esquina con la calle número 63 y el denominado Pasaje de la Revolución donde hoy se ubica el Museo de Arte Contemporáneo de Yucatán. También estableció la iglesia de Nuestra Señora del Rosario, en la misma ciudad de Mérida.
Después de siete años de pontificado en Yucatán, el rey tomó la decisión de promoverlo a Guadalajara, en la Nueva Galicia, entonces la Nueva España. Fue así como el papa lo nombró para que asumiera la silla episcopal en tal ciudad occidental de México.
Murió a los 71 años de edad en dicha ciudad de Guadalajara, hoy capital del estado de Jalisco, el 20 de noviembre de 1760.